# Norm Macdonald
Norman Gene Macdonald (ur. 17 października 1959 w Quebecu, zm. 14 września 2021 w Duarte) – kanadyjski artysta kabaretowy (stand-up), aktor, a także scenarzysta filmowy i telewizyjny, występujący głównie w Stanach Zjednoczonych.
Miał na koncie główne role w filmach komediowych Brudna robota (1998, był także współautorem scenariusza) oraz Ofiary losu (2000), role drugoplanowe m.in. w komediach Adama Sandlera, a także epizody w filmach Miloša Formana (Skandalista Larry Flynt, Człowiek z księżyca).
W latach 1993–1998 należał do obsady programu rozrywkowego Saturday Night Live (wcześniej był m.in. w zespole scenarzystów serialu Roseanne). Występował w autorskich sitcomach Norman w tarapatach (1999–2001) oraz A Minute with Stan Hooper (2003–2004). W 2011 prowadził cotygodniową audycję Sports Show with Norm Macdonald (transmitowaną w amerykańskiej telewizji Comedy Central), będącą satyrycznym podsumowaniem wydarzeń ze świata sportu. Był także gospodarzem programu High Stakes Poker. Od marca 2013 prowadził talk-show Norm Macdonald Live transmitowany w Internecie.
W 2013 zdiagnozowano u niego szpiczaka plazmocytowego.